# Căpușu Mare
Căpușu Mare est une commune de Transylvanie, en Roumanie, dans le județ de Cluj. Elle est composée des villages Căpușu Mare, Agârbiciu, Bălcești, Căpușu Mic, Dângău Mare, Dângău Mic, Dumbrava, Păniceni et Straja.